# Pietro Bettelini
Pietro Bettelini (Caslano, 6 de setembro de 1763 — Roma, 27 de setembro de 1829) foi um gravador e pintor suíço.

## Biografia

### Vida
Bettelini estudou em Milão e, em seguida, em Bolonha, sob a direcção de Gaetano Gandolfi. Estudou também em Paris com Charles-Nicolas Cochin, e, posteriormente, mudou-se para Londres, onde tornou-se aluno de Francesco Bartolozzi. Bettelini trabalhou com Giuseppe Bortignoni, o Jovem nas decorações da gravura do tecto do Vaticano.

### Obras
- Sepultamento; após Andrea del Sarto.
- Madona com a criança; após a pintura de Correggio, na posse do rei da Baviera.
- Ecce Homo; após Correggio.
- São João; após Domenico.
- Sibila Pérsica; após Guercino.
- Assunção de Maria; após Guido.
- Madona e o Menino Entronados com Santos; após Rafael.
- Julgamento de Salomão; após o mesmo.
- Magdalene; após Schidone.
- Maria div. Sapientiae; após Ticiano.
- A Virgem Maria a ler um livro; após o mesmo.
- Retrato de Galileu.
- Retrato de Maquiavel.
- Retrato de Poliziano.